# Torsten Andersen
Torsten Andersen (Copenaghen, 27 marzo 1949) è un ex calciatore danese, di ruolo attaccante.

## Carriera

### Club
Ha giocato per l'AB prima di passare ai belgi dell'Anderlecht, dove ha vinto un titolo nazionale e due Coppe del Belgio. Dopo si trasferisce in patria, dove chiude la carriera nel 1981.

### Nazionale
Esordisce il 30 gennaio 1977 contro il Gambia (1-4).

## Palmarès

### Club

#### Competizioni nazionali
- Campionato belga: 1

Anderlecht: 1973-1974
- Coppa del Belgio: 2

Anderlecht: 1974-1975, 1975-1976